# Lonchorhina inusitata
Lonchorhina inusitata és una espècie de ratpenat que viu a Veneçuela, Guyana, Surinam, la Guaiana Francesa i al nord del Brasil.